# 樺山久高
樺山久高（1558年—1634年）是日本戰國時代、江戶幕府初期島津氏家臣。通稱大野權左衛門尉，琉球的《歷代寶案》中稱之為「吳濟」（琉球語：〔〕），是日語中「權左衛」（日语：／ Gozae）的轉訛。官位治部大輔、美濃守。

## 生平
他是樺山忠助的次子，樺山善久之孫。不僅武藝高強，在和歌和蹴鞠方面造詣也頗深。
樺山氏本為島津氏的一族，久高為第十三代當主。早年久高以婿養子身份島津氏的重臣大野忠宗的女兒結婚，但後來忠宗失勢後離婚，回到原來的樺山氏。樺山久高的兄長規久早逝，其子又早夭，因此最後繼任了樺山家家督的位置。
島津忠恆繼任島津氏家督後，樺山久高被任命為家老，深受島津重用，並隨同島津義弘參加了萬曆朝鮮戰爭，曾擊敗朝鮮的李舜臣軍隊。1609年，薩摩藩藩主島津忠恆稟承德川家康的旨意，派遣樺山久高為總大將、平田增宗為副大將，率3000人進攻琉球，虜琉球王尚寧等一百餘人而還。這為日後薩摩藩支配琉球起了一定貢獻。
此後，樺山向島津忠恆請求加增領地，但遭到了無視。此後被迫將家督之位讓給了兒子久守，晚年失意而死。神號正森忠榮庵主。其墳墓在今鹿兒島縣日置市的多寶寺。
大日本帝國海軍大將，首任台灣總督樺山資紀就是樺山久高的後代。